# ネメシス (1992年の映画)
『ネメシス』（Nemesis）は、1992年のアメリカ合衆国のSFアクション映画。オリヴィエ・グラナー、ティム・トマーソン出演。

## ストーリー
2027年のロサンゼルス、手術によって身体をサイボーグ化する技術が普及し、負傷した身体の一部をサイボーグ化することが普通になっていた。
LA市警の警官、アレックス・レインも身体の一部をサイボーグ化され、LA市警の指令で、犯罪者を射殺するため奔走していた。ある日、アレックスはデータチップを盗んだサイボーグ女を葬った直後、チップを受け取るはずだったテロリストグループに鉢合わせる。テロリストたちは一切サイボーグ化しておらず、次々と彼らを倒していくアレックスだが、最後の1人の女に追いつめられる。女に、人類の未来を守るため機械と戦っていると聞かされ、とどめを刺されそうになったとき、隙をついて女に傷を負わせる。死は避けることができたが、重傷を負い意識を失ったアレックスは、再び手術を受けて身体の大半をサイボーグ化される。6ヶ月のリハビリを受けたアレックスは、身を隠していた女を見つけ出し、射殺する。そこにLA市警に勤める、アレックスを警官にさせたジャードと、彼女の相棒サムが現れる。ジャードは囚人だったアレックスに、出所の条件として警官になることを約束させていた。しかし仕事に嫌気がさしたアレックスは、警官をやめると彼女に伝える。
その後アレックスは、闇の売人をやり始めるが、向いていないと感じてやめ、職を転々として1年が過ぎる。ある日、情報屋のマリオンという男が会いたがっているという噂を聞く。彼に会いに行くと気絶させられ、元上司のファーンズワース長官の元に連れて行かれる。長官と、彼の部下であるジャーメインとマリッツによると、5年前に統合されたアメリカと日本について、大統領と内閣総理大臣が会合を開く予定だという。長官は、その警備プランをジャードが盗んだため、アレックスに、彼女から警備プランを取り戻すよう命令する。さらに、従わない場合、アレックスの身体に埋め込んだ爆弾を起爆すると警告する。

## エンディング
エクステンデッド・エディションと呼ばれるバージョンは、日本でのみ公開された。このバージョンでは、クレジット前のアレックスとマックスが去った後、ファーンズワース長官に扮したサムが生きていることが示される。またこのカットが追加されたことで、アメリカ公開版にあった、長官の最期が描かれたシーンがカットされたため、アレックスの顔に包帯が巻かれた理由が不明となった。

## キャスト
| 役名                       | 俳優                         | 日本語吹替 （追加録音部分） |
| -------------------------- | ---------------------------- | --------------------------- |
| アレックス・レイン         | オリヴィエ・グラナー         | 江原正士                    |
| ファーンズワース長官       | ティム・トマーソン           | 石森達幸 （露崎亘）         |
| アンジー＝リブ             | ケイリー＝ヒロユキ・タガワ   | 真実一路                    |
| マックス・インパクト       | マーレ・ケネディ             | 安達忍                      |
| ジャーメイン               | ニコラス・ゲスト             | 金尾哲夫                    |
| マリッツ                   | ブライオン・ジェームズ       | 古田信幸                    |
| ヨシロー・ハン             | ユウジ・オクモト             | 中村秀利 （露崎亘）         |
| ジュリアン                 | デボラ・シェルトン           | 土井美加                    |
| マリオン                   | トム・マシューズ             | 茶風林                      |
| ジャード                   | マージョリー・モナハン       | 駒塚由衣                    |
| ビリー                     | トーマス・ジェーン           | 宮本充                      |
| アインスタイン             | ジャッキー・アール・ヘイリー | 長島雄一                    |
| 老婆を問いただすサイボーグ | スヴェン＝オーレ・トールセン | 茶風林                      |

※日本語吹替：VHS発売時に日本公開版本編を吹き替えたもの。2019年12月6日発売のDVD・ BDにはオリジナル版本編にあわせて日本版でカットされたシーンの追加吹き替えを行った「日本語吹替完声版」を収録。

## スタッフ
- 監督：アルバート・ピュン
- 脚本：レベッカ・チャールズ
- 製作：トム・カーノウスキー、エリック・カーソン、アッシュ・R・シャー
- 製作総指揮：アンダース・P・ジェンセン、サンディップ・R・シャー、サニル・R・シャー
- 撮影監督：ジョージ・ムーラディアン
- プロダクションデザイナー：E・コリーン・サロ
- 編集：マーク・コンテ、デヴィッド・カーン
- 音楽：ミシェル・ルビーニ（英語版）
- 衣裳：リズ・ウルフ
- 日本語字幕：岡田壯平
- 日本語吹替演出：壺井正
- 日本語吹替翻訳：鈴木導
- 日本語吹替制作：グロービジョン

## 公開
アメリカ合衆国では、インペリアル・エンターテイメントによって1993年1月に限定公開され、$2,001,124を稼いだ。同年に、同社からVHSとレーザーディスクが発売された。

## 続編
本作の後ビデオ映画として、続編が3作製作された。舞台を本作の73年後に設定し、主人公は本作のアレックスから、科学者によって開発されたスーパーDNAで誕生した、スー・プライス演じるアレックスへと変更されている。
- ネメシス2（英語版）（1995年）
- ネメシス3（英語版）（1996年）
- ネメシス4（英語版）（1996年）
- Nemesis 5: The New Model（2017年）